# Ізабелла Валуа (принцеса Франції)

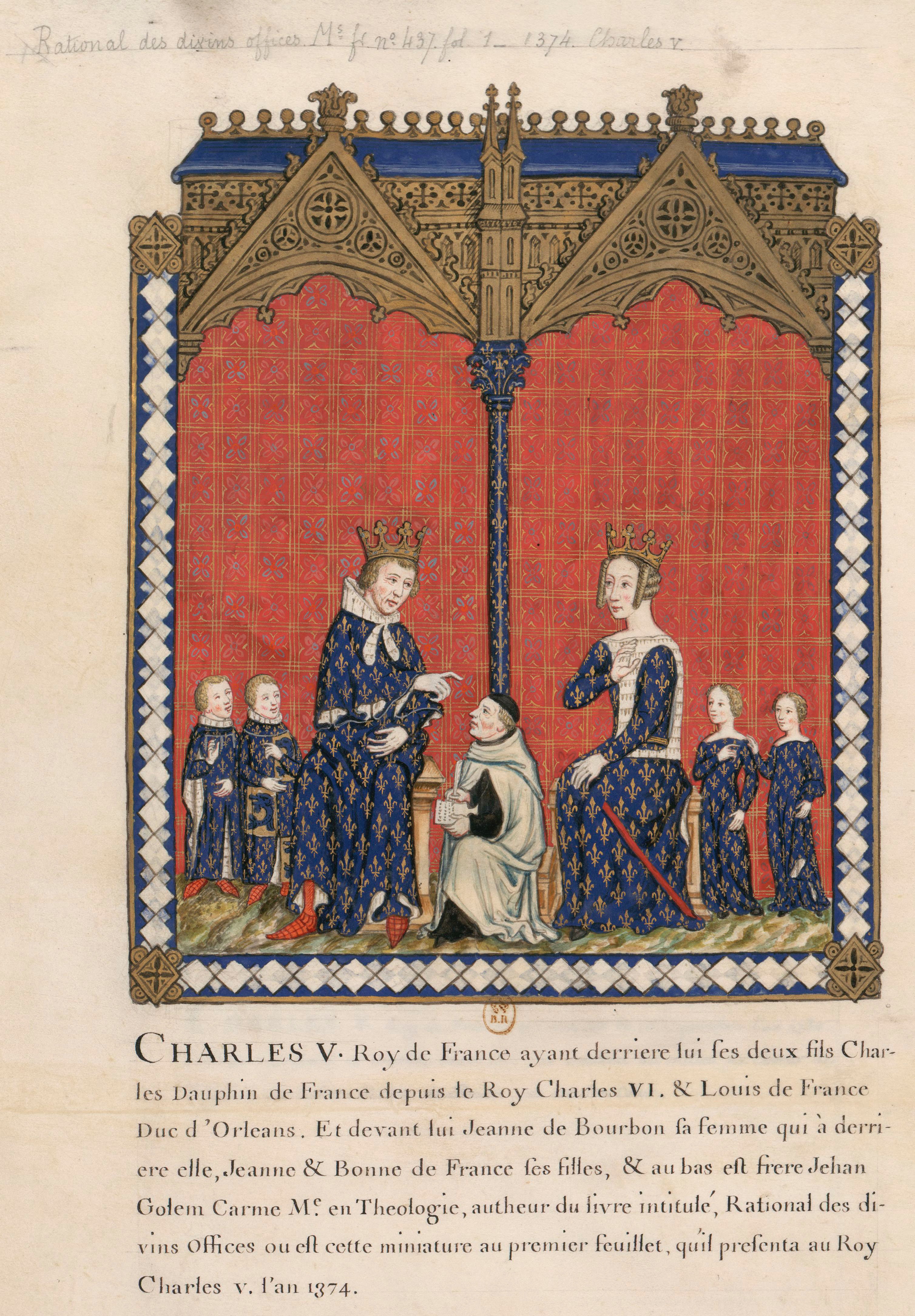
Сім'я Карла V, Ізабелла 1-ша справа

Ізабе́лла (фр. Isabelle; 24 липня 1373 — 13 лютого 1377) — французька принцеса. Представниця династії Валуа. Народилася в Парижі, Франція. Дев'ята дитина і п'ята дочка французького короля Карла V і його дружини Жанни Бурбон. Сестра французького короля Карла VI і герцога Орлеанського Людовика. Померла в Парижі, у 4-річному віці. Також — Ізабелла Французька (фр. Isabelle de France).